# Tikhorétxnoie
Tikhorétxnoie (en rus: Тихоречное) és un poble del krai de Primórie, a l'Extrem Orient de Rússia, que en el cens del 2010 tenia 355 habitants.